# Ford Mondeo
Форд мондео (енгл. Ford Mondeo) је аутомобил средње класе који производи амерички произвођач аутомобила Форд од 1993. године. Форд је следио идеју „светског аутомобила”. Име мондео потиче од латинске речи „mundus”, што значи „свет”, који одражава глобални концепт возила и дистрибуцију на глобалном тржишту.

## Историјат
Мондео је имао за циљ да обједини неколико Фордових модела широм света (у Европи Форд сијера, у Азији и Аустралији Форд телстар, и у Северној Америци Форд темпо/Меркури топаз). У Северној Америци, прва и друга генерација мондеа су се производили и пласирали као Форд контур и Меркури мистик у периоду од 1995. до 2000. године. Друга генерација се у периоду од 1999. до 2002. године, са каросеријском верзијом са троја врата у Северној Америци звао Меркури кугар, а за извозна тржишта звао се Форд кугар. Од 2005. године мондео се на америчком континенту, Блиском истоку и Јужној Кореји продаје под називом Форд фјужн.
Мондео је 1994. године проглашен за Европски аутомобил године. Производио се у каросеријским верзијама седан са четвора врата, фастбек и караван са петора врата. Производио се у Генку, у Белгији од 1993. до 2014. године. Од 2014. године производи се у Валенсији, у Шпанији. Производио се још и у САД, Мексику, Русији, Кини, Тајвану и Тајланду.

### Прва генерација (1992–2001)
Развој аутомобила је био покренут још 1986. године, и спадао је међу најскупље развојне програме, коштао је 6 милијарди америчких долара. Возило у развоју је било означено кодном ознаком CDW27, C и D означавају нижу и средњу класу, а W означава светски ауто (World Car). Дизајн аутомобила је био различит у Сједињеним Државама и Европи.
Прве званичне информације о новом аутомобилу су се појавиле 2. децембра 1992. године у магазину Auto Car, где је објављен чланак са детаљима и фотографијама новог аутомобила. Форд мондео је представљен на тржишту 8. јануара 1993. године, а продаја је покренута 22. марта исте године. У понуди је било неколико каросерија, лимузина са четвора врата, компакт са петора врата и караван са петора врата.
Производња свих модела мондео је била у белгијском граду Генку. Форд мондео је имао много побољшања у односу на своје претходнике. Имао је потпуно нов дизајн и шасију. Аутомобил је имао предњи погон нормалног типа, а био је доступан и са погоном на сва четири точка. Безбедност је била приоритет модела мондео, тако да је освојио титулу Европски аутомобил године (1994). У основној опреми је поседовао АБС, мануелни или аутоматски мењач, контрола против проклизавања (верзије V6 и 4WD), грејање ветробранског стакла, централно закључавање, електрична контрола прозора и друго.
Редизајн прве генерације се појавио 1996. године, који је на британском тржишту друга генерације јер су на њему уклоњене мане претходног модела. Нови изглед је добро прихваћен. Аутомобил је добио нови дизајн маске хладњака, овалног облика са решетком, а такође је побољшан квалитет, поузданост и безбедност. Унутрашњост је такође благо измењена, аутомобил постаје безбеднији, иако је освојио три звездице на европским тестовима судара из 1997. године. У Европи се добро продавао, што није био случај у САД и Аустралији.
Моторизација је била, бензински мотори 1.6/66 kW, 1.8/85 kW, 2.0/100 kW, V6 2.5/125 kW и дизел 1.8/65 kW. Верзија 4×4 је имала мотор 2.0/97 kW, а спортска верзија ST 200 са мотором V6 2.5/150 kW, а ST24 (130 kW/170 КС) са 2.5 литара V6 24v мотором.

Децембра 1998. године, Форд је у Европи пустио на тржиште спортски аутомобил купе верзије, заснован на другој генерацији мондеа, назван Форд кугар (односно Меркури кугар у Северној Америци).
- I генерација
- I генерација, лимузина
- I генерација, караван
- I генерација, редизајн
- I генерација, редизајн
- I генерација, редизајн, лимузина
- I генерација, редизајн, караван
- унутрашњост, редизајн

### Друга генерација (2000–2007)
Октобра 2000. године појавила се трећа генерација мондеа. Био је већи од свог претходника, али је неке елементе задржао од друге генерације. Аутомобил поседује квалитетнији дизајн више простора и комфор. Безбедност је и даље на првом месту, а Форд представља у овом моделу систем безбедности возила (Intelligent Protection System − IPS). Највеће мане из ранијих генерација, као што су недовољно места на задњој клупи и лоши дизели, су поправљени. Међуосовинско растојање је повећано на 50 мм, а 1.8 дизел замењен новим 2.0 мотором.
Пратећи стандард унутрашњости коју је развио пасат Б5, Форд посвећује велику пажњу у унутрашњости друге генерације. Изоставља се заобљени амерички стил и развија трезвени „немачки” дизајн, који не само да се чинио софистициранијим већ је, што је још важније, високог квалитета због употребе скупљих материјала.

Користио је сличну платформу као Мазда 6 и Јагуар икс-тајп. Производио се у све три каросеријске верзије. Поседовао је следеће пакете опреме: Ambiente, Trend, Futura, Ghia, Titanium (од 2005), Ghia X (од 2004), Titanium X (ab 2005), Futura X (ab 2006) и ST220. Редизајн је урађен 2003. године.
- II генерација
- II генерација, лимузина
- II генерација, караван
- II генерација, редизајн
- II генерација, редизајн
- унутрашњост, редизајн

### Трећа генерација (2006−2015)
Трећа генерација мондеа (кодни назив CD345) званично је представљена крајем 2006. године. Заснована је на EUCD платформи, развијену у сарадњи са Волвоом, а иста шасија је коришћена у аутомобилима галакси и с-макс, као и у неким моделима Волва. Била је понуђена на тржишту у варијантама лимузина, компакт, караван и спортски модел ST 220. Пакети опреме су били: Edge, Zetec, Ghia, Titanium, Titanium X и Titanium S.
Користи нови хидраулични кочиони систем, које је први пут употребљен у моделу Форд ц-макс. Појавио се и на филму, у једној сцени Казино Ројала као аутомобил које је возио Џејмс Бонд. На тржишту Сједињених Држава и Канаде доступан је под називом Форд фјужн, уведен 2005. године.
У трећој генерацији мондеа појављује се и атмосферски виљушкасти мотор са шест цилиндара запремине 3.0 литара, а Форд није успео да одврати гласине да је тај мотор настао поделом мотора са 12 цилиндара од модела Астон Мартин. Пренос је шестостепени мануелни. Године 2007, појављује се верзија 3.0 од 150 kW/200 КС.

Рестајлинг је представљен септембра 2010. године, а тиче се уградње нових „екобуст” мотора и лед дневних светала. Предњи и задњи део су имали мање измене, а унутрашњост је побољшана, уз коришћење бољих материјала.
- III генерација
- III генерација, лимузина
- III генерација, караван
- III генерација, редизајн
- III генерација, редизајн
- III генерација, редизајн
- III генерација, редизајн, караван

### Четврта генерација (2014−2022)
Четврта генерација (кодног назива CD391) представљена је на Северноамеричком међународном сајму аутомобила 2012. године у Детроиту, као Форд фјужн за америчко тржиште, који је у великој мери идентичан са моделом мондео за европско тржиште. Фјужн је доступан на америчком континенту од 2012. године. Мондео се почео производити од 2014. године. Због затварања фабрике у Генку 2013. године где су се претходне генерације аутомобила производиле за европска тржишта и отварања фабрике у Валенсији, ту се четврта генерација почела производити.
Дизајн потиче од концепта Evos који је 2011. године приказан на салону аутомобила у Франкфурту. У међувремену, од њега су настали Форд мустанг и мондео, односно фјужн. Предњи део са дугом хаубом и танким фаровима у лед технологији веома подсећа на мустанга. Задњи део је препознатљивији и асоцира на претходну генерацију али са улепшаним светлосним групама. Код лимузине и фастбека су постављене лед траке, а код каравана су то тачкасти лед елементи.

Редизајн је представљен 2019. године на салону у Бриселу. Осим стилских унапређења, представљена је и нова моторизација, као и караван верзија са хибридним погоном.
- IV генерација
- IV генерација, лимузина
- IV генерација, караван
- унутрашњост
- IV генерација, редизајн
- IV генерација, редизајн, лимузина
- IV генерација, редизајн, караван
- унутрашњост, редизајн

### Пета генерација (2022−)
Мондео пете генерације је пуштена у продају у Кини у јануару 2022. искључиво као седан. Форд је потврдио да се модел неће пласирати на тржиште у Европи и Северној Америци због смањења броја купаца за овом категоријом аутомобила. На Блиском истоку се продаје као Форд таурус.
- IV генерација
- унутрашњост